# Bistum Bom Jesus da Lapa
Das Bistum Bom Jesus da Lapa (lateinisch Dioecesis Spelaeopolitana a Bono Iesu, portugiesisch Diocese de Bom Jesus da Lapa) ist eine in Brasilien gelegene römisch-katholische Diözese mit Sitz in Bom Jesus da Lapa im Bundesstaat Bahia.

## Geschichte
Das Bistum Bom Jesus da Lapa wurde am 22. Juli 1962 durch Papst Johannes XXIII. aus Gebietsabtretungen des Bistums Barra errichtet und dem Erzbistum São Salvador da Bahia als Suffraganbistum unterstellt. Am 16. Januar 2002 wurde das Bistum Bom Jesus da Lapa dem Erzbistum Vitória da Conquista als Suffraganbistum unterstellt.

## Bischöfe von Bom Jesus da Lapa
- José Nicomedes Grossi, 1962–1990
- Francisco Batistela CSsR, 1990–2009
- José Valmor César Teixeira SDB, 2009–2014, dann Bischof von São José dos Campos
- João Santos Cardoso, 2015–2023, dann Erzbischof von Natal
- Rubival Cabral Britto OFMCap, seit 2024